# نوفي يتشين
نوفي يتشين (بالتشيكية: Nový Jičín)‏ هي بلدة في إقليم مورافيا-سيليزيا في جمهورية التشيك، وهي مركز مقاطعة نوفي يتشين.
يبلغ عدد سكان هذه البلدة 27,617 حسب إحصاء في سنة 2007.

## توأمة
لنوفي يتشين اتفاقيات توأمة مع كل من:
- غورليتس
- نوفيلارا
- لودفيغسبورغ
- شفينتوخوفيتسه
- كرمنيتسا
- إبنال
- فينيسيو

## أعلام
- توماش سكلناك
- غونتر أولريش
- يوليوس فيكتور بيرغر
- كاريل سترومشيك
- هارون فاروكى

## اقرأ أيضاً
- مقاطعة نوفي يتشين